# Liste der Richter am Internationalen Seegerichtshof

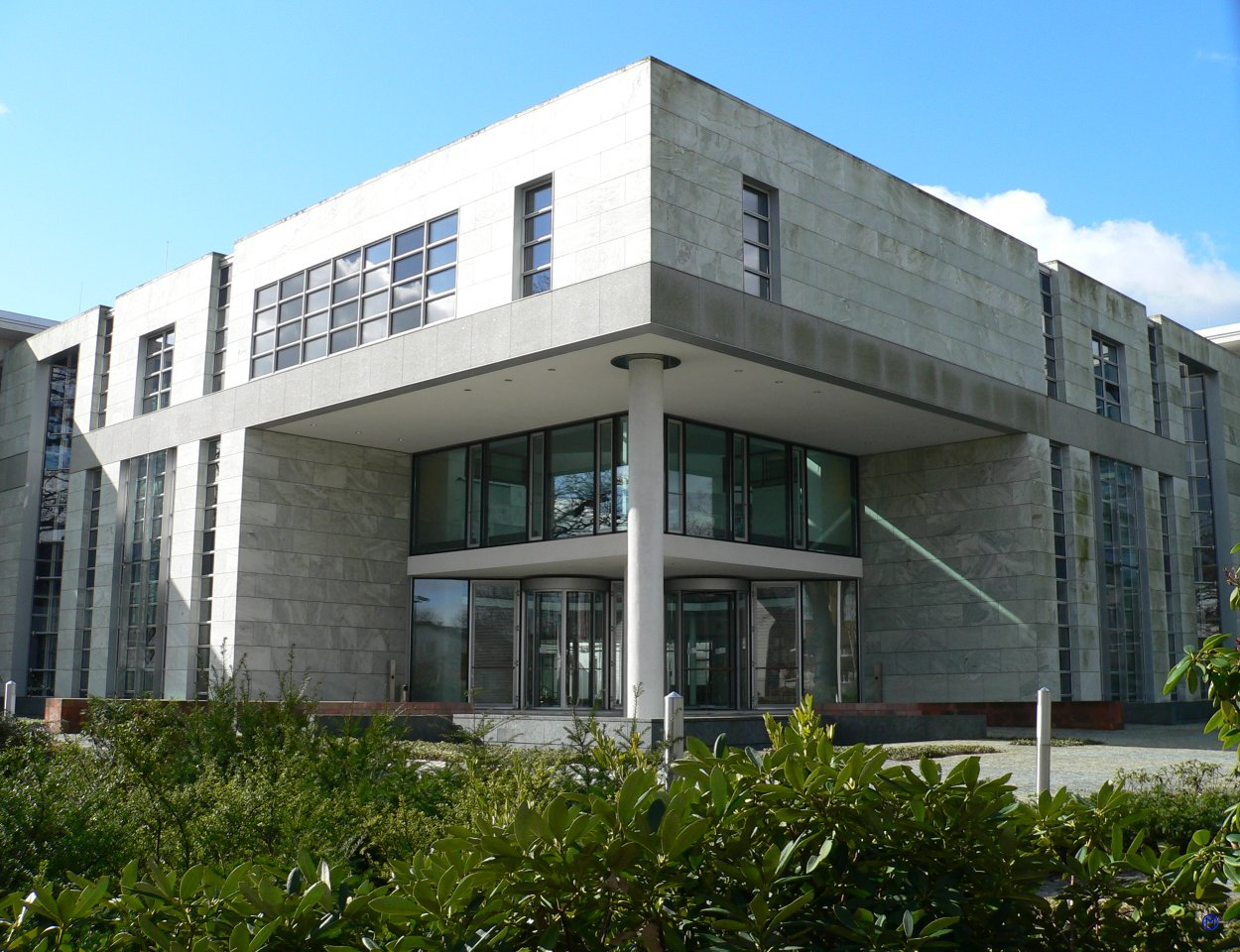
Sitz des Internationalen Seegerichtshofs in Hamburg

Die Liste der Richter am Internationalen Seegerichtshof enthält alle Personen, die mit Stand März 2024 als Richter am Internationalen Seegerichtshof tätig waren oder sind.
Die Tabelle ist innerhalb der Spalten sortierbar, so dass verschiedene Darstellungen wie beispielsweise eine Anordnung nach dem Beginn der Amtszeit beziehungsweise einer Präsidentschaft oder eine Gruppierung nach den Herkunftsländern möglich ist. Die Namen der einundzwanzig aktuell amtierenden Richter sind durch Fettschrift hervorgehoben.

## Auswahl der Richter
Der Internationale Seegerichtshof besteht aus einundzwanzig Richtern, die für einen Zeitraum von neun Jahren gewählt werden. Von den Richtern, die im Jahr 1996 nach der Gründung des Gerichts gewählt wurden, wurden davon abweichend jeweils sieben für eine erste Amtszeit von drei, sechs beziehungsweise neun Jahren gewählt, um in der Folgezeit eine gestaffelte Nach- beziehungsweise Wiederwahl zu ermöglichen. Dadurch finden alle drei Jahre Wahlen für jeweils ein Drittel der Richter statt.
Die Richter werden in geheimer Wahl von den Vertragsparteien des Seerechtsübereinkommens gewählt. Jeder Vertragsstaat darf bis zu zwei Personen für das Richteramt nominieren, die sich in besonderer Weise im Bereich des Seerechts ausgezeichnet haben und hohes Ansehen genießen. Eine Wiederwahl ist möglich. Keine zwei Richter, die zur gleichen Zeit am Gericht wirken, dürfen aus dem gleichen Land stammen. Die Auswahl der Richter soll die verschiedenen Kulturkreise und Rechtssysteme in der Welt angemessen repräsentieren. Um dies sicherzustellen, darf keine der geographischen Gruppen Afrika, Asien, Osteuropa, Südamerika, Karibik und Westeuropa und sonstige Länder mit weniger als drei Richtern vertreten sein. Die Abwahl eines Richters ist nur möglich durch einstimmigen Beschluss der anderen Richter.
Die Richter dürfen keinerlei politischen oder administrativen Tätigkeiten neben ihrer Arbeit am Internationalen Seegerichtshof nachgehen. Zudem dürfen keine Verbindungen oder finanziellen Interessen mit Unternehmen, welche im Bereich der Erschließung oder Erkundung der Ressourcen der See oder des Meeresbodens befasst sind, bestehen.

## Liste der Richter
| Herkunftsland          | Name                                     | Amtszeit  | Präsident | Vizepräsident |
| ---------------------- | ---------------------------------------- | --------- | --------- | ------------- |
| Tansania               | Joseph Sinde Warioba (* 1940)            | 1996–1999 |           |               |
| Volksrepublik China    | Zhao Lihai (1916–2000)                   | 1996–2000 |           |               |
| Belize                 | Edward Arthur Laing (1942–2001)          | 1996–2001 |           |               |
| Island                 | Guðmundur Eiríksson (* 1947)             | 1996–2002 |           |               |
| Vereinigtes Königreich | David Heywood Anderson (* 1937)          | 1996–2005 |           |               |
| Tunesien               | Mohamed Mouldi Marsit (1944–2016)        | 1996–2005 |           |               |
| Ghana                  | Thomas Aboagye Mensah (1932–2020)        | 1996–2005 | 1996–1999 |               |
| Kroatien               | Budislav Vukas (1938–2023)               | 1996–2005 |           | 2002–2005     |
| Japan                  | Sōji Yamamoto (1928–2013)                | 1996–2005 |           |               |
| Kamerun                | Paul Bamela Engo (1931–2010)             | 1996–2008 |           |               |
| Russland               | Anatoli Kolodkin (1928–2011)             | 1996–2008 |           |               |
| Südkorea               | Park Choon-ho (1930–2008)                | 1996–2008 |           |               |
| Argentinien            | Hugo Caminos (1921–2019)                 | 1996–2011 |           |               |
| Bulgarien              | Alexander Jankow (1924–2019)             | 1996–2011 |           |               |
| Italien                | Tullio Treves (* 1942)                   | 1996–2011 |           |               |
| Grenada                | Dolliver Nelson (1932–2016)              | 1996–2014 | 2002–2005 | 1999–2002     |
| Brasilien              | Vicente Marotta Rangel (1924–2017)       | 1996–2015 |           |               |
| Libanon                | Joseph Akl (* 1936)                      | 1996–2017 |           | 2005–2008     |
| Indien                 | P. Chandrasekhara Rao (1936–2018)        | 1996–2017 | 1999–2002 |               |
| Deutschland            | Rüdiger Wolfrum (* 1941)                 | 1996–2017 | 2005–2008 | 1996–1999     |
| Senegal                | Tafsir Malick Ndiaye (1953–2024)         | 1996–2020 |           |               |
| Volksrepublik China    | Xu Guangjian (1931–2022)                 | 2001–2007 |           |               |
| Trinidad und Tobago    | Lennox Fitzroy Ballah (1929–2003)        | 2002–2003 |           |               |
| Frankreich             | Jean-Pierre Cot (* 1937)                 | 2002–2020 |           |               |
| Trinidad und Tobago    | Anthony Amos Lucky (* 1940)              | 2003–2020 |           |               |
| Österreich             | Helmut Türk (* 1941)                     | 2005–2014 |           | 2008–2011     |
| Russland               | Wladimir Golizyn (1947–2023)             | 2008–2017 | 2014–2017 |               |
| Volksrepublik China    | Gao Zhiguo (* 1955)                      | 2008–2020 |           |               |
| Argentinien            | Elsa Kelly (* 1939)                      | 2011–2020 |           |               |
| Brasilien              | Antonio Cachapuz de Medeiros (1952–2016) | 2016      |           |               |
| Kap Verde              | José Luis Jesus (* 1950)                 | 1999–     | 2008–2011 |               |
| Südafrika              | Albert Hoffmann (* 1955)                 | 2005–2023 | 2020–2023 | 2011–2014     |
| Tansania               | James L. Kateka (* 1945)                 | 2005–2023 |           |               |
| Polen                  | Stanisław Pawlak (* 1933)                | 2005–2023 |           |               |
| Japan                  | Shunji Yanai (* 1937)                    | 2005–2023 | 2011–2014 |               |
| Algerien               | Boualem Bouguetaia (* 1946)              | 2008–     |           | 2014–2017     |
| Südkorea               | Jin-Hyun Paik (* 1958)                   | 2009–2023 | 2017–2020 |               |
| Malta                  | David Attard (* 1953)                    | 2011–     |           | 2017–2020     |
| Ukraine                | Markijan Kulyk (* 1970)                  | 2011–     |           |               |
| Mexiko                 | Alonso Gómez-Robledo (* 1949)            | 2014–2023 |           |               |
| Island                 | Tómas Heiðar (* 1962)                    | 2014–     | 2023–     | 2020–2023     |
| Paraguay               | Óscar Cabello Sarubbi (* 1947)           | 2017–     |           |               |
| Indien                 | Neeru Chadha (* 1955)                    | 2017–     |           | 2023–         |
| Thailand               | Kriangsak Kittichaisaree (* 1958)        | 2017–     |           |               |
| Russland               | Roman Kolodkin (* 1960)                  | 2017–     |           |               |
| Niederlande            | Liesbeth Lijnzaad (* 1960)               | 2017–     |           |               |
| Jamaika                | Kathy-Ann Brown (* 1961)                 | 2020–     |           |               |
| Italien                | Ida Caracciolo (* 1961)                  | 2020–     |           |               |
| Chile                  | Maria Teressa Infante Caffi (* 1949)     | 2020–     |           |               |
| Volksrepublik China    | Jielong Duan (* 1958)                    | 2020–     |           |               |
| Kamerun                | Maurice K. Kamga (* 1967)                | 2020–     |           |               |
| Argentinien            | Frida María Armas Pfirter (* 1957)       | 2023–     |           |               |
| Japan                  | Hidehisa Horinouchi (* 1957)             | 2023–     |           |               |
| Südafrika              | Thembile Elphus Joyini (* 1960)          | 2023–     |           |               |
| Sierra Leone           | Osman Keh Kamara (* 1975)                | 2023–     |           |               |
| Polen                  | Konrad Jan Marciniak (* 1982)            | 2023–     |           |               |
| Südkorea               | Zha Hyoung Rhee (* 1966)                 | 2023–     |           |               |